# Derribo del F-4 de 2012
El 22 de junio de 2012, un avión de reconocimiento turco F-4 Phantom fue interceptado y derribado por el ejército sirio en el espacio aéreo internacional, después de haber violado el espacio aéreo sirio. Los pilotos del jet murieron; tanto las fuerzas turcas como las sirias los buscaron antes de recuperar sus cuerpos a principios de julio. El incidente fue parte de una serie de incidentes entre Turquía y Siria desde el comienzo de la Guerra Civil Siria y aumentó enormemente las tensiones entre los dos países.

## Antecedentes
Las relaciones entre Siria y Turquía ya se vieron empañadas por el ataque del autobús de peregrinos turco. Además, el 9 de abril de 2012, se convocó al enviado sirio a Turquía después de que las fuerzas sirias dispararan a través de la frontera entre Siria y Turquía. Al menos dos personas murieron y muchas otras resultaron heridas en el incidente.

## Evento
El avión de reconocimiento del tipo RF-4E pertenecía al Ala 173 del Comando de Grupo de Base de Reactores Principal 7 estacionado en la Base Aérea de Erhaç en Malatya.
El avión, pilotado por el teniente de vuelo Gökhan Ertan y el oficial de vuelo Hasan Hüseyin Aksoy, despegó el 22 de junio de 2012 con la tarea de ayudar a probar el sistema de radar turco. Según los registros de radar, el avión volaba entre Chipre y Hatay sobre el mar Mediterráneo aproximadamente a FL210, una altitud de 21.000 pies, a las 11:06 horas, hora local (08:06 UTC). Para propósitos de prueba de radar, descendió mientras se acercaba a Hatay. A las 11:14 horas, el RF-4E estaba en FL086 y nueve minutos más tarde había descendido a FL075 justo sobre Hatay. A las 11:23 horas, la aeronave cambió de rumbo, se dirigió ahora al mar Mediterráneo y siguió descendiendo. A las 11:37, había alcanzado FL020 y descendía más para realizar pruebas de radar. El avión llegó a las 11:42 en el límite del espacio aéreo soberano sirio, a 12 millas náuticas (22 km) de la costa, volando a 200 pies.
En este punto, la aeronave violó el espacio aéreo sirio y voló durante cinco minutos dentro de su espacio aéreo. Una base de radar turca que controlaba el vuelo advirtió al RF-4E que cambiara su curso de inmediato y abandonara ese espacio aéreo. A las 11:47, salió del espacio aéreo sirio y tomó un rumbo norte en dirección a Hatay, ascendiendo a FL030. Durante la violación del espacio aéreo y posteriormente, la aeronave no recibió advertencias ni amonestaciones de las autoridades militares sirias. Los pilotos cambiaron de rumbo una vez más hacia el mar Mediterráneo para continuar con su misión de pruebas de radar. A las 11:50, los pilotos pidieron ayuda a la base de radar turca con información de ruta, para que no volvieran a violar el espacio aéreo sirio. La aeronave volaba en el espacio aéreo internacional y era visible en las pantallas de radar hasta las 12:02.
El RF-4E fue alcanzado por un misil tierra-aire sirio frente a la costa. La tripulación aérea pudo haber sido alertada de un misil que se acercaba e intentó evadir sin éxito. Fue la primera vez que se derribó una variante del F-4 desde la Guerra del Golfo.

## Consecuencias
Las armadas de Turquía y Siria buscaron el avión y la tripulación desaparecidos. El personal turco recuperó sus cuerpos a principios de julio de 2012.
El buque de investigación estadounidense EV Nautilus llegó tres días después al lugar del accidente para unirse a las operaciones de búsqueda y rescate. Sus dos vehículos operados por control remoto, Hércules y Argus, realizaron una búsqueda en el lecho marino a una profundidad de 1.280 m (4.200 pies), localizaron los escombros de la aeronave y llevaron partes del avión derribado a la superficie. Los cuerpos de los pilotos fueron levantados en un operativo de 45 minutos el 4 de julio de 2012 con la ayuda de un dispositivo construido especialmente para este propósito.
El ejército sirio alegó que el avión de combate había violado el espacio aéreo sirio. El presidente turco Abdullah Gül y otros portavoces no confirmaron esto, aunque Gül dijo que "es una rutina que los aviones de combate a veces vuelen dentro y fuera de las fronteras [nacionales]".
Gül afirmó que "no es posible encubrir algo como esto. Sin duda se hará lo que sea necesario". Un líder de un partido político turco afirmó que el avión había sido derribado por un buque de guerra ruso, y el vice primer ministro Bülent Arınç también afirmó que fue alcanzado por un misil guiado por láser o de búsqueda de calor, no por fuego antiaéreo como afirmó el Gobierno sirio.
El 3 de julio de 2012, el presidente sirio dijo que lamentaba el incidente y que no permitiría ningún conflicto abierto con Turquía.
El cambio en la política de Turquía hacia los ataques sirios provocó una serie de enfrentamientos fronterizos en octubre .